# Статистически обособленная местность

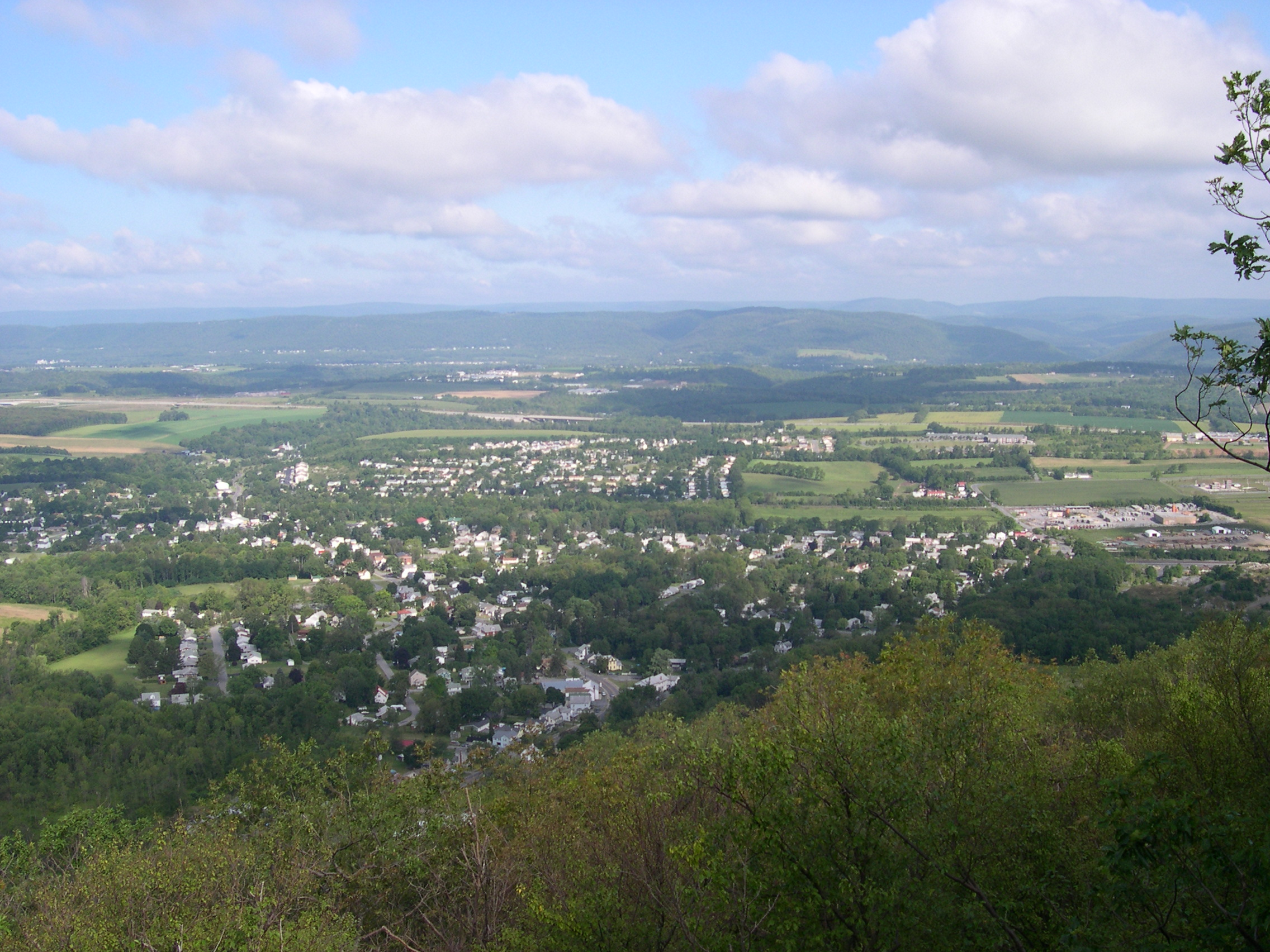
Статистически обособленная местность Плезант-Гэп (штат Пенсильвания)

Статисти́чески обосо́бленная ме́стность (англ. census-designated place, CDP) — административная единица США, создаваемая Бюро переписи населения США в целях проведения переписи населения. 
Статистически обособленные местности образуются каждые десять лет в рамках проведения переписи населения как аналоги населённых пунктов, таких как крупные и небольшие города и деревни. Статистически обособленные местности не обладают собственным муниципальным управлением и создаются только в целях учёта невключённых территорий. Границы статистически обособленных местностей не обладают правовым статусом.

## История
Бюро переписи населения начало учитывать невключённые территории начиная с 1850 года. Однако в рамках переписи 1890 года Бюро не делало разграничений по статусу территорий, обозначая как включённые, так и невключённые территории «городами» (англ. town). Впоследствии это привело к затруднениям в определении различий между «городами», относящимися к разному типу территорий. В переписях с 1900 года по 1930 год Бюро вообще не учитывало невключённые территории. В рамках переписи 1940 года Бюро составило отдельный отчёт для невключённых территорий с населением от 500 человек. Для поселений такого типа, расположенных вне городских зон, в рамках переписи 1950 года Бюро официально выделило категорию «невключённые территории». В рамках же переписи 1960 года Бюро учитывало поселения, расположенные в городских зонах, но только те, которые обладали населением от 10 000 человек. Через 10 лет, в 1970 году, порог был снижен до 5 000 человек. В 1980 году для таких территорий стал использоваться термин «статистически обособленная местность». В рамках переписи 1990 года порог населения для невключённых территорий был снижен до 2 500 человек.

## Особенности обособления
Границы статистически обособленных территорий могут быть определены в сотрудничестве с местными представителями властей. Они не являются фиксированными и могут меняться от одной переписи к другой, чтобы отобразить изменения в расселении населения. Границы статистически обособленных территорий не должны совпадать с границами области с тем же именем. Одно поселение может быть выделено в две статистически обособленные области, также как и несколько поселений объединено в одну область. Если территория обозначена как статистически обособленная местность, то в данных переписи она относится к той же категории, что и включённая территория. Это позволяет разграничить статистически обособленные местности от других административных единиц, имеющих отношение к переписи населения, например, от малых единиц гражданского деления (MCD, minor civil divisions)

## Объекты, включаемые в состав местностей
В состав статистически обособленных территорий могут быть включены следующие объекты:
- местность, сильнее урбанизированная по сравнению с окружающей её территорией, с концентрацией населения в определённом жилом центре;
- населённый пункт, ликвидированный юридически или частично включённый в состав соседнего населённого пункта;
- крупная военная база;
- урбанизированная местность, окружающая населённый пункт, но находящаяся вне его границ;
- все тауншипы;
- некоторые малые единицы гражданского деления;
- объединение нескольких соседствующих общин (отменено для переписи 2010 года)[2];
- все населённые пункты штата Гавайи[3].